# M61 Vulcan

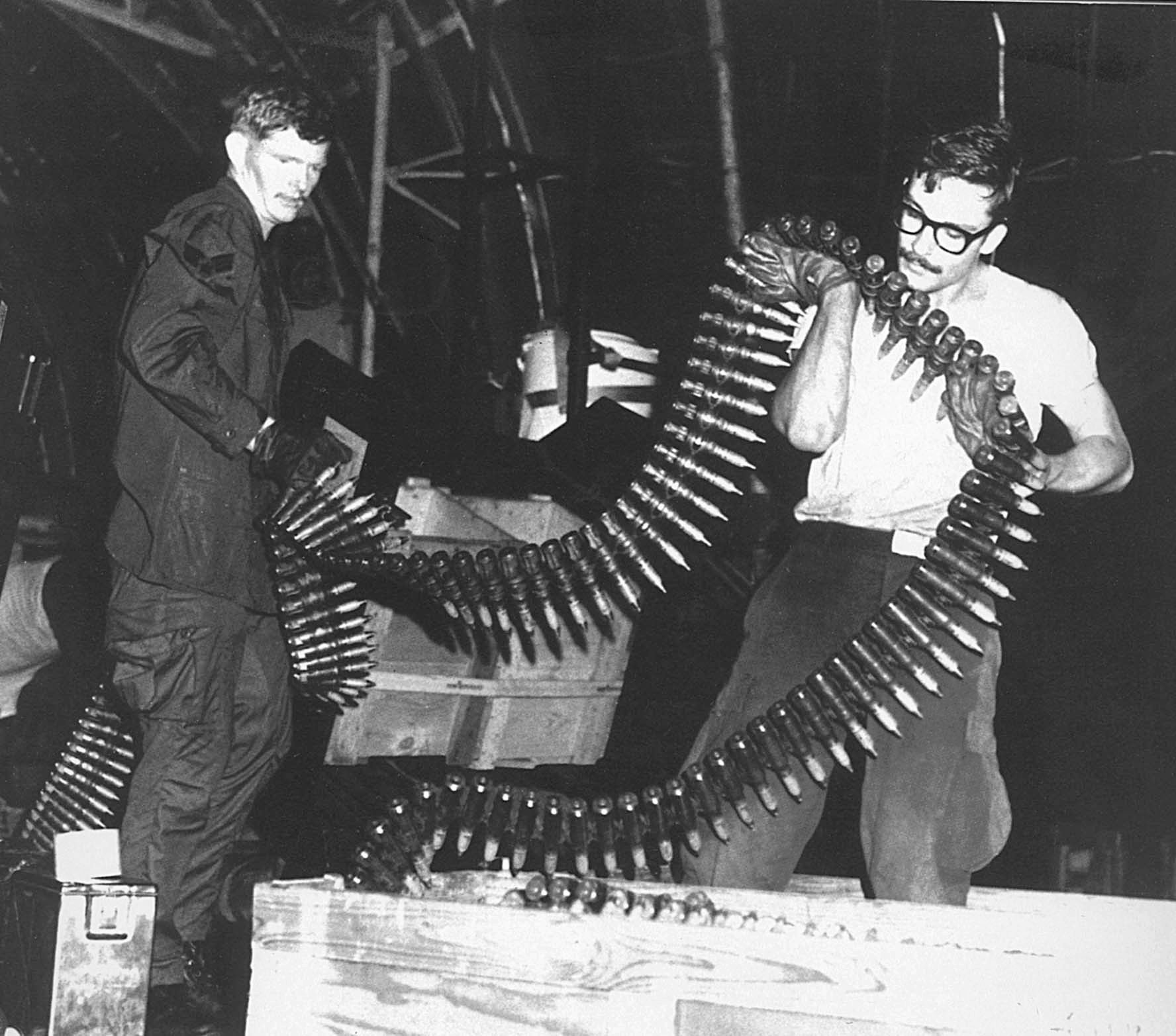
Ett patronband med 20 mm ammunition ombord på en AC-130H Spectre.

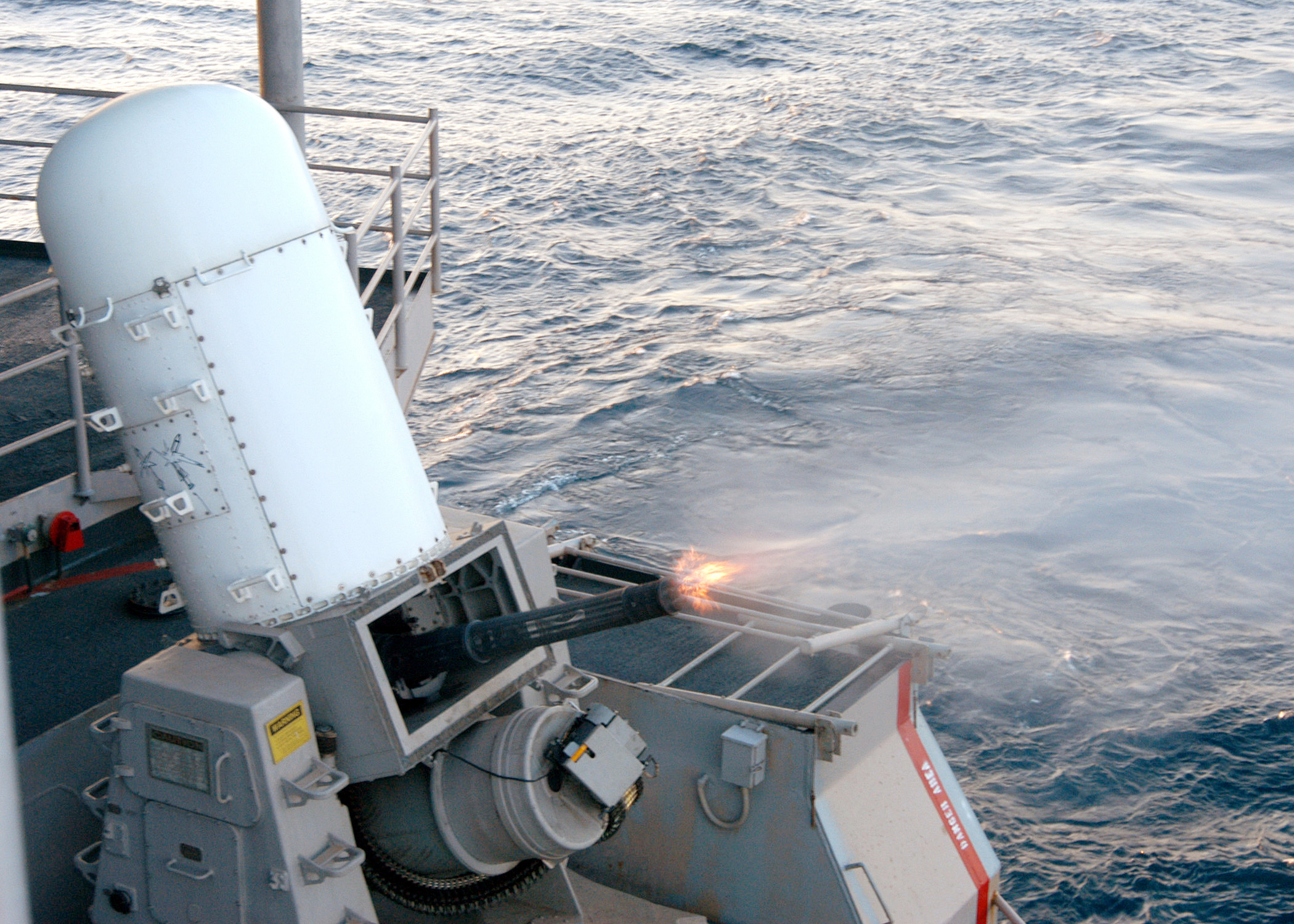
En Phalanx CIWS ombord på hangarfartyget under skarpskjutning.

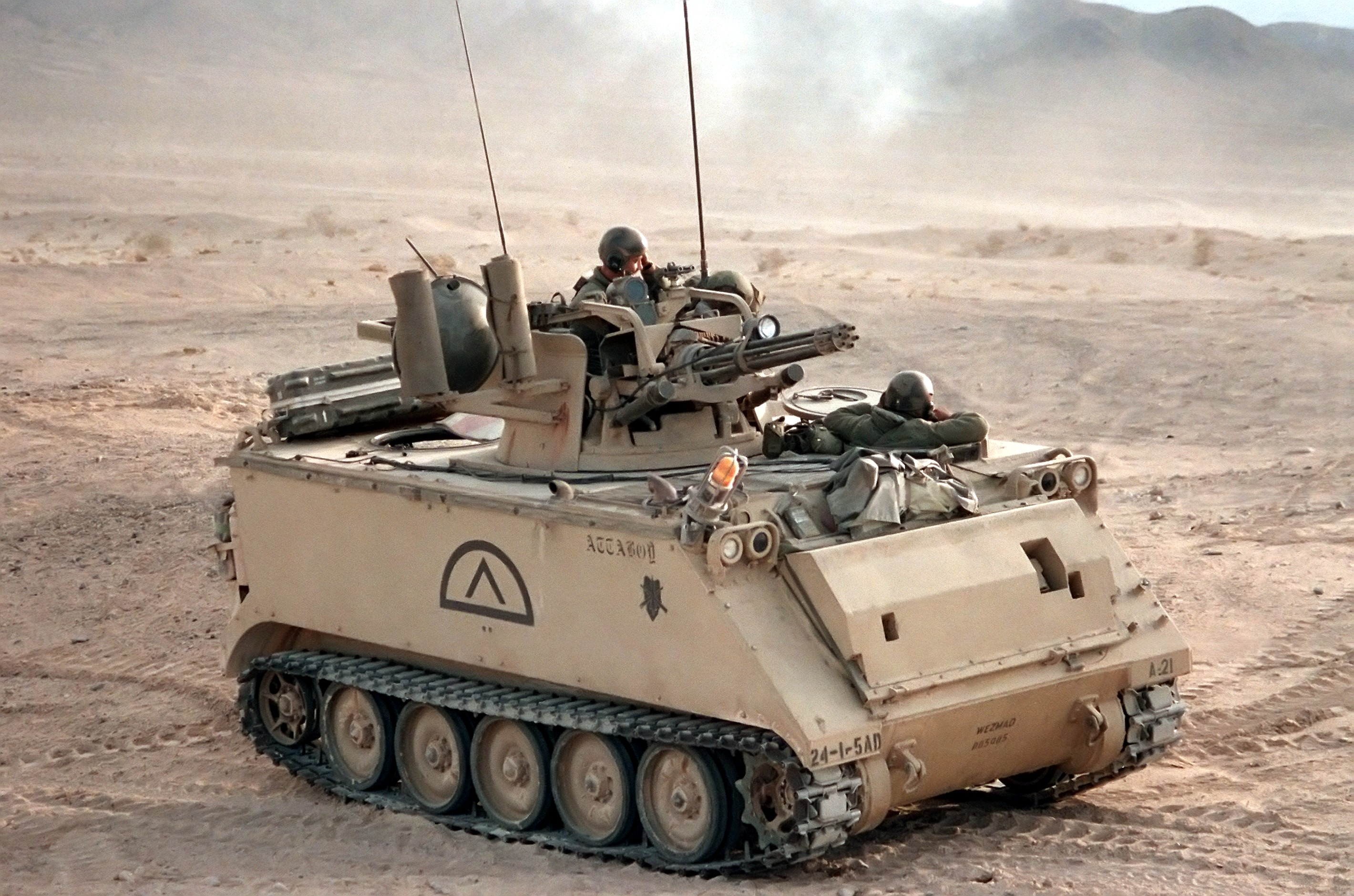
En M163 VADS från USA:s 24:e infanteridivision, november 1988.

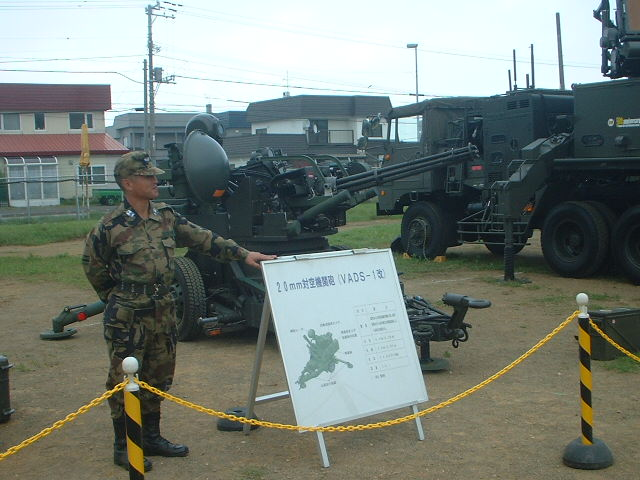
En japansk M167 VADS, augusti 2004.

M61 Vulcan är en hydrauliskt eller pneumatiskt driven, elektrisk avfyrad, luftkyld automatkanon med sex eldrör som fungerar enligt gatlingprincipen. Utmärkande för vapnet är den extremt höga eldhastigheten (6 000 skott per minut = 100 skott per sekund). Den används ombord på flertalet USA-tillverkade jaktflygplan.

## Utveckling

### Föregångare
Redan 1861 tog amerikanen Richard Gatling patent på ett automatvapen med flera pipor monterade i cirkel runt en gemensam axel. De vevades runt för hand och hade en eldhastighet på 800–900 skott per minut. 1893 testade Gatling att driva ett vapen med en elektrisk motor och lyckades driva upp eldhastigheten till 1 500 skott per minut. Gatlings kulsprutor var dock tyngre och mindre tillförlitliga än maximkulsprutor och hade vid tiden för första världskriget tagits ur bruk.
Under första världskriget experimenterades det i Tyskland med en gatlingkulspruta med 12 pipor som kunde skjuta 7 200 skott per minut. Den fick namnet Fokker-Leimberger, men den var inte tillförlitlig eftersom patronhylsan inte höll för den höga eldhastigheten.

### Project Vulcan
Efter andra världskriget då jetflygplanen gjort sin entré blev det uppenbart att det behövdes ett vapen med mycket hög eldhastighet för att bekämpa dessa allt snabbare flygplan. Uppdraget att utveckla ett sådant vapen gick 1946 till General Electric och fick namnet Project Vulcan. En av Richard Gatlings gamla kulsprutor från 1903 lånades in från ett museum och visade sig gå att skrämma upp i 5 000 skott per minut med hjälp av en modern elmotor. Sporrade av detta konstruerade General Electrics utvecklingsteam en första serie testvapen i kalibern 15mm med beteckningen T45. Man började dock inse att 15 mm kulor inte var tillräckligt för att slå ut moderna flygplan så därför började man 1952 byggda vapen uppskalade till 20 mm och 27 mm. Efter omfattande tester antogs 20 mm-versionen som standardvapen av USA:s armé och flygvapen som T171, sedermera M61.

### Vidare utveckling
Det första flygplan som utrustades med M61 var Lockheed F-104 Starfighter. Ett problem som tidigt drabbade Starfightern var att M61 laddades med ammunition som var bandad med sönderfallande länk. Efter avfyring kastades både tomhylsa och länk ut från vapnet och kunde träffa flygplanet och i värsta fall sugas in i motorn. Därför konstruerade man M61A1 som matades med patroner utan band. De tomma patronhylsorna matades tillbaka till ammunitionstrumman för att inte skada flygplanet. M61A1 har använts i de flesta amerikanska jaktplan sedan dess. M61 med bandad ammunition används fortfarande i till exempel Lockheed AC-130 Gunship.
Till jaktflygplanet Lockheed Martin F-22 Raptor utvecklades en lättare version av vapnet som fick beteckningen M61A2. Eldrören är av tunnare material och en del komponenter i mekanismen har gjorts av lättare material. Förändringarna fick ner vikten från 116 kg till 92 kg och ökade samtidigt eldhastigheten med 10%. M61A2 används också i Boeing F/A-18E/F Super Hornet.
För att Vulcan även ska kunna användas från plattformar som inte kan försörja den med hydraulik eller tryckluft utvecklades en självdriven variant. Tre av de sex eldrören har gaskanal som leder tillbaka krutgaser till en turbin som driver runt mekanismen. Den väger 4,5 kg mer än M61A1, men kräver ingen extern kraftförsörjning. Vapnet kallas GAU-4 i flygvapnet och M130 i armén och används främst i akan-kapslar.

## Applikationer
Den huvudsakliga användningen av Vulcans är ombord på stridsflygplan, men den förekommer även både på land och till sjöss.

### Phalanx CIWS
Phalanx CIWS är ett luftvärnssystem för närförsvar av örlogsfartyg. Systemet består av en M61 Vulcan, en mikrovågsradar, eldledningssystem och en lavett med ammunition. Enheten är självförsörjande och kan, efter kommando från skytten, självständigt söka upp och bekämpa mål som närmar sig fartyget. Systemet reagerar tillräckligt snabbt för att även kunna bekämpa sjömålsrobotar i överljudsfart.

### Vulcan Air Defense System (VADS)
M61 har också använts som arméluftvärn, dels som M167 VADS där pjäsen är monterad på en tvåhjulig lavett med en bensindriven generator, dels som luftvärnskanonvagnen M163 VADS där samma pjäs är monterad på en M113. I båda fallen har kanonen bara en enkel målföljningsradar (AN/VPS-2) och ljusförstärkare (AN/PVS), ingen spaningsradar.
Räckvidden på mindre än två kilometer var ett handikapp som blev allt mer uppenbart i takt med att attackhelikoptrar fick pansarvärnsrobotar med allt längre räckvidd. Därför har Både M167 och M163 tagits ur bruk i USA och ersatts med luftvärnsroboten FIM-92 Stinger. Den är dock fortfarande i tjänst i andra delar av världen, till exempel Israel och Japan.

## Varianter
- T45 Prototyp i kaliber 15mm.
- T151 Ursprungligt namn på M61.
- M61 Första produktionsserien med bandad ammunition.
- M61A1 modifierad att använda obandad ammunition.
- M61A2 lättviktsversion avsedd för F-22 Raptor.
- GAU-4 Självförsörjande version använd i akan-kapseln SUU-23/A
- M130 Arméns beteckning på GAU-4.
- M163 M61 som luftvärnskanon monterad på tvåhjulig lavett med bensindriven generator.
- M167 M61A1 som luftvärnskanon monterad på M113 pansarbandvagn.